# Archibald Dumbar
Archibald Dumbar (Rotterdam, 28 januari 1916 - Hilversum 15 mei 1988) was een Nederlands beeldend kunstenaar die actief was als sieraadontwerper en edelsmid. Hij was werkzaam in Amsterdam en Hilversum.

## Biografie
Dumbar werd opgeleid aan het Instituut voor Kunstnijverheidsonderwijs te Amsterdam.
In de naoorlogse jaren werkte Dumbar voor diverse Nederlandse juweliers. Hij deelde in die tijd zijn atelier met Esther Swart-Hudig en zijn zwager Chris Steenbergen. Dumbar werkte onder meer in de zogenaamde spijltjesstijl.